# Mitchell Joachim

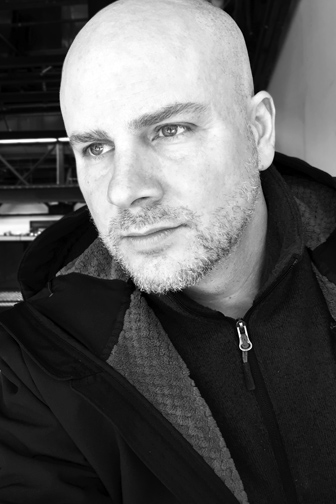
Mitchell Joachim (2017)

Mitchell Joachim (* 3. Februar 1972 in New Jersey, Vereinigte Staaten) ist ein US-amerikanischer Architekt. Er gilt als Pionier in den Bereichen Ökologischem Design und Städtebau.

## Leben
Mitchell Joachim absolvierte ein Ph.D.-Studium am Massachusetts Institute of Technology im Fachbereich Architektur, Design und Berechnung. Sein Masterstudium der Architektur und des Städtebaus absolvierte er an der Harvard Graduate School of Design (GSD). Sein Studium zum Master of Architecture (M.Arch) absolvierte er an der Columbia University und einen BPS (HONS) an der University at Buffalo, The State University of New York.
Ursprünglich startete Mitchell Joachim als Architekt bei Gehry Partners und bei Pei Cobb Freed & Partners. Er lehrte an den Universitäten von Pratt, Columbia, Syracuse, Washington und Parsons. Danach hatte er den Frank-Gehry-Lehrstuhl an der Universität von Toronto inne. Er ist ein Partner von Planetary ONE und Mitgründer von Terreform ONE. Er ist außerordentlicher Professor an der New York University (NYU).
Er forscht und lehrt im Bereich Architektur. Sein Schwerpunkt liegt darin die Prinzipien der Ökologie und Sozioökologie auf Architektur, Städtebau, Transport und Umweltplanung zu übertragen.

## Ehrungen und Auszeichnungen
Vom Time Magazine wurden sein MIT car und die MIT Smart Cities als Erfindung des Jahres 2007 gewählt. Er wurde vom Wired magazine in die The 2008 Smart List: 15 People the Next President Should Listen To gewählt. Mitchell Joachim wurde 2011 mit einer Senior Fellowship bei TED ausgezeichnet.
Er gewann den Zumtobel Group Award. und den History Channel und Infiniti Design Excellence Award für die beste Stadt der Zukunft. Sein Projekt Fab Tree Hab wurde im Museum of Modern Art (MoMA) ausgestellt.

## Design-Projekte
- Fab Tree Hab
- MIT Car
- Rapid Re(f)use[6]
- Urbaneering Brooklyn: City of the Future[7]
- SOFT Lamb Car[8]
- Green Brain: Smart Park for a New City[9]
- New York 2106: Self-Sufficient City[10]
- Jetpack Packing and Blimp Bumper Bus[11]

## Ausgewählte Publikationen
- Mitchell Joachim, “Envisioning Ecological Cities,” Ecological Urbanism, Mohsen Mostafavi and Gareth Doherty (ed.), pp. 224–29, Harvard University GSD, Lars Muller Publishers, 2010.
- “The RS 100: Agents of Change,” Rolling Stone, p. 63, April 2, 2009.
- Tom Vanderbilt, “The 2008 Smart List: Mitchell Joachim, Redesign Cities from Scratch,” Wired, pp. 178–9, 16.10, Oct, 2008.
- Craig Kellogg, “Tree/House,” Interior Design, p. 48, Vol. 78, issue #1, Jan. 1, 2007.
- Robin Pogrebin, “Visions of Manhattan: For the City, 100-Year Makeovers,” The New York Times, p. A9, Nov. 4, 2006.
- Mitchell Joachim, Javier Arbona, Lara Greden, “Nature's Home,” 306090 08: Autonomous Urbanism, Kjersti Monson & Alex Duval, ed., NY: Princeton Architectural Press, 2005.
- David J. Brown, The HOME House Project: The Future of Affordable Housing, MIT Press, 2005.
- Phil Patton, “At M.I.T., Rethinking the Car for City Life,” The New York Times, p. D9, Sep. 6, 2004.
- Catherine Fox, “How Harvard would remake Atlanta,” Atlanta Journal-Constitution, Jun. 3, 2001.